# Julian Lüftner
Julian Lüftner (11 januari 1993) is een Oostenrijkse snowboarder.

## Carrière
Bij zijn wereldbekerdebuut, in december 2010 in Lech am Arlberg, scoorde Lüftner direct zijn eerste wereldbekerpunten. Tijdens de FIS wereldkampioenschappen snowboarden 2015 in Kreischberg eindigde de Oostenrijker als tiende op de snowboardcross. In februari 2017 behaalde hij in Bansko zijn eerste toptienklassering in een wereldbekerwedstrijd. Op de FIS wereldkampioenschappen snowboarden 2017 in de Spaanse Sierra Nevada eindigde Lüftner als veertiende op de snowboardcross, samen met Lukas Pachner eindigde hij als zesde op de snowboardcross voor teams. Op 4 februari 2018 boekte de Oostenrijker in Feldberg zijn eerste wereldbekerzege.

## Resultaten

### Wereldkampioenschappen
| Jaar | Plaats        | Resultaten                                |
| ---- | ------------- | ----------------------------------------- |
| 2015 | Kreischberg   | 10e Snowboardcross                        |
| 2017 | Sierra Nevada | 14e Snowboardcross 6e Snowboardcross team |

### Wereldbeker
Eindklasseringen
| Seizoen   | Algm | SBX |
| --------- | ---- | --- |
| 2010/2011 | 168e | 86e |
| 2012/2013 | –    | 74e |
| 2013/2014 | –    | 61e |
| 2014/2015 | –    | 35e |
| 2015/2016 | –    | 23e |
| 2016/2017 | –    | 21e |
| 2017/2018 | –    | 15e |

Wereldbekerzeges
| Datum           | Plaats   | Onderdeel      |
| --------------- | -------- | -------------- |
| 3 februari 2018 | Feldberg | Snowboardcross |